# Linia kolejowa Březnice – Rožmitál pod Třemšínem
Linia kolejowa Březnice – Rožmitál pod Třemšínem (Linia kolejowa nr 204 (Czechy)) – jednotorowa, regionalna i niezelektryfikowana linia kolejowa w Czechach. Łączy stacje Březnice i Rožmitál pod Třemšínem. Przebiega w całości przez terytorium kraju środkowoczeskiego.